# Zoey Stark
Theresa Serrano (* 25. Januar 1994 in Utah) ist eine US-amerikanische Wrestlerin. Sie steht derzeit bei der WWE unter Vertrag und tritt regelmäßig in deren Show Raw auf. Ihr bislang größter Erfolg ist der Erhalt der NXT Women’s Tag Team Championship.

## Wrestling-Karriere

### Free Agent (2013–2020)
Am 8. Juni 2013 debütierte sie bei Vendetta Pro Wrestling und bestritt ein Match gegen Hudson Envy, dieses konnte sie jedoch nicht gewinnen. Am 16. November 2013 trat sie unter dem Ringnamen Lacey Ryan an und gewann ihr erstes Match gegen Larry Butabi. In dieser Zeit gewann sie auch die UCW-Zero Ultra-X Championship. Diese konnte sie bis zum 25. Januar 2014 halten, bis sie den Titel an The Durango Kid verlor. Am 22. März 2014 bestritt sie vorerst ihr letztes Wrestling-Match.
Ihr Comeback feierte sie am 16. August 2018. Sie bestritt ein Match gegen Thunder Rosa, dieses endete im No Contest. Am 23. Mai 2019 bestritt sie unter dem Ringnamen Serrano ein Match gegen Alex Gracia, welches sie auch gewinnen konnte. Am 29. September 2019 gewann sie die FSW Women's Championship, hierfür besiegte sie Taya Valkyrie. Die Regentschaft hielt bis zum 20. November 2020, dann verlor sie den Titel an Mazzerati.

### World Wrestling Entertainment (seit 2021)
Am 20. Januar 2021 wurde bekannt gegeben, dass sie einen Vertrag bei WWE unterschrieben hat. Am 27. Januar 2021 bestritt sie ihr erstes Match im Women’s Dusty Rhodes Tag Team Classic. Hier trat sie zusammen mit Marina Shafir gegen Shotzi Blackheart und Ember Moon an, das Match konnten sie nicht gewinnen. Am 24. Februar 2021 bestritt sie ein Match gegen Io Shirai, auch dieses konnte sie nicht gewinnen. Es folgten weitere Matches gegen Dakota Kai und Raquel González, jedoch konnte sie diese auch nicht gewinnen. Ihr erstes Match konnte sie am 7. April 2021 bei NXT TakeOver: Stand and Deliver gewinnen, indem sie Toni Storm besiegte. Am 6. Juli 2021 gewann sie zusammen mit Io Shirai die NXT Women’s Tag Team Championship. Hierfür besiegten sie Candice LeRae und Indi Hartwell. Die Regentschaft hielt 112 Tage, sie verloren die Titel am 26. Oktober 2021 an Toxic Attraction Gigi Dolan und Jacy Jayne. Am 3. November 2021 wurde bekannt gegeben, dass sie aufgrund einer Verletzung ausfällt. In der NXT Ausgabe vom 19. Juli 2022 feierte sie ihre Rückkehr in die Shows. Sie gewann eine Battle Royal, um die neue Herausforderung auf die NXT Women’s Championship zu erhalten, verlor jedoch das Titelmatch gegen Mandy Rose. Im November 2022 hinterging sie ihre Tag Team Partnerin Nikkita Lyons und turnte Heel.
Bei der Raw-Ausgabe vom 8. Mai 2023 debütierte sie im Main Roster und besiegte Nikki Cross.

## Titel und Auszeichnungen
- World Wrestling Entertainment
  - NXT Women’s Tag Team Championship (1×) mit Io Shirai